# 사사나미촌
사사나미촌(佐々並村)은 일본 야마구치현 아부군에 설치되었던 촌이다. 현재의 하기시 남부의 일부에 해당한다.